# Parabroscus
Parabroscus is een geslacht van kevers uit de familie van de loopkevers (Carabidae). De wetenschappelijke naam van het geslacht is voor het eerst geldig gepubliceerd in 1956 door Carl Lindroth.

## Soorten
Het geslacht Parabroscus omvat de volgende soorten:
- Parabaris atratus Broun, 1881
- Parabaris hoarei Larochelle & Lariviere, 2005
- Parabaris lesagei Larochelle & Lariviere, 2005